# Taniguchi Hiroyuki
Taniguchi Hiroyuki (谷口 博之 Taniguchi Hiroyuki, sinh ngày 27 tháng 6 năm 1985 ở Yokosuka, Kanagawa, Nhật Bản) là một cầu thủ bóng đá người Nhật Bản. Anh thi đấu cho đội bóng J1 League Sagan Tosu. Anh là thành viên của đội tuyển Nhật Bản tham gia Thế vận hội Mùa hè 2008.

## Thống kê sự nghiệp
Cập nhật đến ngày 23 tháng 2 năm 2018.
| Thành tích câu lạc bộ | Thành tích câu lạc bộ | Thành tích câu lạc bộ | Giải vô địch | Giải vô địch | Cúp                   | Cúp                   | Cúp Liên đoàn | Cúp Liên đoàn | Châu lục | Châu lục  | Tổng cộng | Tổng cộng |
| Mùa giải              | Câu lạc bộ            | Giải vô địch          | Số trận      | Bàn thắng    | Số trận               | Bàn thắng             | Số trận       | Bàn thắng     | Số trận  | Bàn thắng | Số trận   | Bàn thắng |
| Nhật Bản              | Nhật Bản              | Nhật Bản              | Giải vô địch | Giải vô địch | Cúp Hoàng đế Nhật Bản | Cúp Hoàng đế Nhật Bản | Cúp Liên đoàn | Cúp Liên đoàn | AFC      | AFC       | Tổng cộng | Tổng cộng |
| --------------------- | --------------------- | --------------------- | ------------ | ------------ | --------------------- | --------------------- | ------------- | ------------- | -------- | --------- | --------- | --------- |
| 2004                  | Kawasaki Frontale     | J2 League             | 11           | 1            | 2                     | 0                     | -             | -             | -        | -         | 13        | 1         |
| 2005                  | Kawasaki Frontale     | J1 League             | 25           | 5            | 2                     | 0                     | 4             | 1             | -        | -         | 31        | 6         |
| 2006                  | Kawasaki Frontale     | J1 League             | 33           | 13           | 1                     | 0                     | 8             | 0             | -        | -         | 42        | 13        |
| 2007                  | Kawasaki Frontale     | J1 League             | 31           | 2            | 3                     | 0                     | 5             | 2             | 7        | 0         | 46        | 4         |
| 2008                  | Kawasaki Frontale     | J1 League             | 31           | 10           | 2                     | 1                     | 4             | 0             | -        | -         | 37        | 11        |
| 2009                  | Kawasaki Frontale     | J1 League             | 32           | 8            | 4                     | 0                     | 5             | 0             | 9        | 1         | 50        | 9         |
| 2010                  | Kawasaki Frontale     | J1 League             | 27           | 1            | 3                     | 0                     | 3             | 0             | 6        | 2         | 40        | 3         |
| 2011                  | Yokohama F. Marinos   | J1 League             | 33           | 2            | 3                     | 1                     | 5             | 2             | -        | -         | 41        | 5         |
| 2012                  | Yokohama F. Marinos   | J1 League             | 25           | 3            | 2                     | 0                     | 3             | 0             | -        | -         | 30        | 3         |
| 2013                  | Kashiwa Reysol        | J1 League             | 8            | 0            | 0                     | 0                     | 1             | 0             | 4        | 0         | 13        | 0         |
| 2014                  | Sagan Tosu            | J1 League             | 28           | 2            | 1                     | 1                     | 4             | 1             | -        | -         | 33        | 4         |
| 2015                  | Sagan Tosu            | J1 League             | 33           | 4            | 4                     | 3                     | 5             | 0             | -        | -         | 42        | 7         |
| 2016                  | Sagan Tosu            | J1 League             | 33           | 2            | 3                     | 0                     | 5             | 0             | -        | -         | 41        | 2         |
| 2017                  | Sagan Tosu            | J1 League             | 10           | 0            | 0                     | 0                     | 1             | 0             | -        | -         | 11        | 0         |
| Tổng cộng sự nghiệp   | Tổng cộng sự nghiệp   | Tổng cộng sự nghiệp   | 360          | 53           | 30                    | 6                     | 54            | 6             | 26       | 3         | 470       | 68        |

## Thống kê sự nghiệp đội tuyển quốc gia

### Số lần ra sân trong các giải đấu lớn
| Năm  | Giải đấu                    | Thể loại | Số trận | Số trận | Bàn thắng | Thành tích đội bóng |
| Năm  | Giải đấu                    | Thể loại | Start   | Sub     | Bàn thắng | Thành tích đội bóng |
| ---- | --------------------------- | -------- | ------- | ------- | --------- | ------------------- |
| 2007 | 2008 Olympics Qualification | U-22     | 0       | 1       | 0         | Vào vòng trong      |
| 2008 | Thế vận hội Mùa hè 2008     | U-23     | 3       | 0       | 0         | Vòng 1              |

## Danh hiệu
Kashiwa Reysol
- J. League Cup (1): 2013

### Cá nhân
- J. League Best XI (1): 2006
- J. League Cup New Hero Award (1): 2006